# Det gamle Købmandshus
Det gamle Købmandshus også kaldet Midsommer er en dansk stum melodramafilm fra 1912 produceret af Nordisk Films Kompagni og instrueret af August Blom efter manuskript af Axel Garde. Filmens hovedroller spilles af Valdemar Psilander, Cajus Bruun, Johanne Dinesen og Zanny Petersen.
Filmen havde dansk premiere den 4. marts 1912 i Victoria-Teatret i København og blev i tysktalende lande distribueret som Verfehltes Leben og i fransktalende lande som En Plein Coeur D'été.

## Handling
Købmandssønnen Aage vil redde sin far fra at gå konkurs ved at gifte sig med rigmandsdatteren Irma. Aage kurtiserer pligtopfyldende, selvom det ikke just slår gnister mellem de to. En dag får Irmas husstand besøg, og Solveig, en 18-årig skønhed, åbner Aages øjne for, hvilken kærlighed han er ved at ofre for sin fars skyld. Vejer pligten tungere end kærligheden for Aage?

## Medvirkende
- Cajus Bruun - Købmand Clausen
- Valdemar Psilander - Aage, købmandssøn
- Augusta Blad
- Thorkild Roose
- Johanne Dinesen - Irma
- Zanny Petersen - Solveig
- Elith Pio
- Tage Hertel
- Julie Henriksen
- Frederik Jacobsen
- H.C. Nielsen
- Franz Skondrup
- Frederik Christensen
- Axel Boesen
- Axel Mattsson
- Maggi Zinn